# Moldovenești (gmina)
Moldovenești – gmina w Rumunii, w okręgu Kluż. Obejmuje miejscowości Bădeni, Moldovenești, Pietroasa, Plăiești, Podeni i Stejeriș. W 2011 roku liczyła 3313 mieszkańców.